# Langenegg
Langenegg es un municipio de 1125 habitantes (a partir del 1 de enero de 2015) que se encuentra en la provincia de Austria, perteneciente a Vorarlberg.  

## Geografía
Langenegg se encuentra en el bosque de Bregenz, en la provincia más occidental de Austria, Vorarlberg, en el distrito de Bregenz, al sureste del lago de Constanza. Cubre un área de 10,47 km², de los cuales el 38,6% está cubierta de bosques y el 54,6% se utiliza con fines agrícolas. Geográficamente, el municipio forma una "esquina larga", de ahí el nombre Langenegg (en alemán: Egg ≈ Eck (e) = esquina). El municipio es miembro del proyecto conjunto germano-austríaco del Parque Nacional Nagelfluhkette.

### Comunidades vecinas
El municipio de Langenegg limita con otros cinco municipios en Vorarlberg. Estas comunidades, también ubicadas en el bosque de Bregenz, se encuentran en sentido horario desde el norte: Doren, Krumbach, Hittisau, Lingenau y Alberschwende.

## Historia
Los Habsburgo gobernaron las ciudades de Vorarlberg en parte desde el Tirol y desde Austria. De 1805 a 1814 perteneció a Baviera y luego a Austria. Langenegg formó parte de Vorarlberg desde su fundación en 1861. El lugar formó parte de la zona de ocupación francesa desde 1945 hasta 1955. El 6 de julio de 2010 Langenegg ganó la competencia por el 11º Premio Europeo de Renovación de Aldeas.

### Escudo de armas
El escudo de armas municipal fue creado por el artista Schrunser y por el heralista de Konrad Honold en 1969. 

## Población
La proporción de extranjeros en 2002 fue del 7,1%.

## Política
El consejo municipal de Langeneggian consta de 15 miembros. La elección tuvo lugar durante las últimas elecciones del consejo local en 2015, no por listas de partidos, sino por voto mayoritario. El alcalde del municipio es Kurt Krottenhammer.

## Economía e infraestructura
En 2003, había 16 empresas de comercio e industria con 92 empleados y cuatro aprendices. Había 429 contribuyentes asalariados en el empleo. La agricultura juega un papel importante. La proporción de tierras agrícolas en el área total es del 54,6%. Hay 42 granjas, de las cuales 35 son granjas lecheras. 2.6 millones de kilogramos de leche se procesan anualmente en la lechería Langenegger. La fábrica de queso produce 250 toneladas de queso cada año. Para transportar la leche a la lechería, se utilizan tres pistas de cable.
Durante la industrialización en Langenegg, aumentó el número de viajeros que trabajan en los municipios vecinos. A diferencia de muchos municipios de la región, Langenegg no tenía una estructura rica con respecto a las asociaciones artesanales. Es por eso que en los últimos años, el municipio dio lugar a numerosas iniciativas económicas como el "Talento", la moneda de Langenegger que apoya los negocios en la aldea.

## Educación
Hay una escuela con 107 estudiantes (a partir de noviembre de 2006) y un pequeño jardín para niños.

## Cultura
La capilla Hubertus en Hälisbühl fue construida en 1992.
La iglesia parroquial "Unserer lieben Frau" (María) fue construida en 1775 en estilo barroco.
El Bregenzerwald Umgang (literalmente "caminata por el bosque de Bregenz") muestra el diseño de 12 pueblos construidos tradicionalmente, incluido Langenegg, en el bosque de Bregenz. A través del paisaje, los edificios públicos, las casas y los objetos cotidianos se informan a los caminantes sobre el estilo arquitectónico típico de Bregenzerwälder a través de los siglos.
El Sennerei Langenegg (Langenegg lácteo) es una fusión de 1978 de tres lecherías, que se construyeron en 1900, 1947 y 1952. Esta lechería tiene 30 proveedores de leche (con aproximadamente 450 vacas) y es parte de la Käsestraße Bregenzerwald, una asociación de agricultores , lecheros, artesanos y gastronomistas en Bregenzerwald con el objetivo de la agricultura a pequeña escala, la diversidad de productos locales y la cultura del queso Vorarlberg.